# Gornja Misoča
Gornja Misoča (en cyrillique : Горња Мисоча) est un village de Bosnie-Herzégovine. Il est situé dans la municipalité d'Ilijaš, dans le canton de Sarajevo et dans la fédération de Bosnie-et-Herzégovine. Selon les premiers résultats du recensement bosnien de 2013, il compte 370 habitants.

## Démographie

### Évolution historique de la population
| 1948 | 1953 | 1961 | 1971 | 1981 | 1991 | 2013 |
| ---- | ---- | ---- | ---- | ---- | ---- | ---- |
| -    | -    | 299  | 265  | 343  | 410  | 370  |

|  |

### Communauté locale
En 1991, Gornja Misoča faisait partie de la communauté locale de Misoča qui comptait 991 habitants, répartis de la manière suivante :